# Otis T. Carr
Otis T. Carr (7 tháng 12, 1904 – 20 tháng 9, 1982) là người lần đầu tiên xuất hiện trong bối cảnh của trào lưu đĩa bay thập niên 1950 tại Baltimore, Maryland, vào năm 1955 khi ông thành lập OTC Enterprises, một công ty được cho là sẽ ứng dụng công nghệ này mà ban đầu từng được Nikola Tesla đề xuất. Lời tuyên bố đem áp dụng một số ý tưởng của Tesla diễn ra khá phổ biến trong số những kẻ khai thác phong trào đĩa bay trong thập niên 1950--- ví dụ như Integratron của George Van Tassel được cho là dựa trên toàn bộ sự hiểu biết và truyền thuyết (không xác định) từ Tesla, một phần dựa trên toàn bộ sự hiểu biết và truyền thuyết về những sinh vật ngoài hành tinh thân thiện Space Brothers đến từ Sao Kim.
Carr được cấp bằng sáng chế về một chiếc đĩa bay, và khẳng định rằng ông đang tạo ra một phiên bản cỡ lớn có thể bay lên Mặt Trăng và quay trở lại trong vòng chưa đầy một ngày, và sử dụng hai tấm kim loại quay ngược, nam châm điện xoay và tụ điện lớn, khi quay sạc và được cấp nguồn bằng một cục pin, sẽ "được kích hoạt bởi nguồn năng lượng trong không gian." Sơ đồ của Carr giống như các đề xuất trước đó của John Searl và T. T. Brown. Carr còn tuyên bố đã phát minh ra "Máy phát điện trọng lực", "Pin điện Utron", "Động cơ trọng lực Carrotto" và "Súng Photon".
Tạp chí Fate của Ray Palmer đã cho Carr một cơ hội được xuất hiện công khai miễn phí, không phải tất cả đều miễn phí, suốt những năm 1950. Carr và nhà quảng bá của ông Norman Evans Colton cũng thường xuyên xuất hiện cùng lúc trên đài phát thanh và chương trình truyền hình tiên phong của Long John Nebel, và trong mỗi lần xuất hiện, Nebel thường cố gắng đưa Carr vào trạng thái bình thường gần như ăn nói không mạch lạc. Điển hình như: "Anh có thể mô tả những gì anh đang nắm giữ trong tay mình?" "Đây là một vật thể chiều không gian. Nó được thiết kế với kích thước của không gian riêng. Ý chúng tôi nói nó thực sự thuộc dạng hình học của vũ trụ, bởi vì nó hoàn toàn tròn và hoàn toàn vuông." (Đề cập đến "Utron Coil" của Carr tròn khi nhìn từ phía trên và hình vuông khi nhìn từ bên cạnh). Carr còn cho biết bí mật tuyệt vời của ông có thể được thể hiện tốt nhất bằng toán học là "trừ zero" (hoặc "zero X"). Colton và Carr đã bán khá nhiều cổ phần trong doanh nghiệp của họ. Carr cũng hợp tác với người tiếp xúc UFO quái dị Wayne Sulo Aho, và ông cùng Aho đã giao lưu nhiều "câu lạc bộ đĩa bay" khác nhau tồn tại ở gần như mọi thành phố lớn của nước Mỹ, chào hàng những kỳ công về hệ thống động cơ đẩy tàu vũ trụ của Carr.
Dù công việc kinh doanh của Carr thường bị coi là gian lận, ông vẫn được cấp bằng sáng chế tại Văn phòng Bằng sáng chế Hoa Kỳ cho một loại "Thiết bị giải trí" Bằng sáng chế #2,912,224 (cấp ngày 22 tháng 1 năm 1959). Năm 1958, Carr đã ký một thỏa thuận với chủ sở hữu của một công viên giải trí mang tên Frontier City ở thành phố Oklahoma, Oklahoma. Rõ ràng các điều khoản của thỏa thuận này là Carr sẽ xây dựng một mô hình tỷ lệ toàn phần (45 ft) cho chiếc đĩa bay của mình, OTC X-1, được chuyển đổi thành một đoàn tàu lượn trong công viên. Carr bèn chuyển đến thành phố Oklahoma, cung cấp cho công viên một chiếc OTC X-1 giả, và tuyên bố chuẩn bị sẵn một chiếc đĩa bay "nguyên mẫu" cỡ 6 foot cho một chuyến bay trình diễn tại hội chợ. Carr cho biết mô hình trình diễn của ông sẽ tăng lên khoảng 500 feet. Ông cũng nói rằng vào ăn theo thành công lớn vào ngày 7 tháng 12 năm 1959 bằng cách tung ra một chiếc đĩa 45 foot chạy được, phù hợp với mô hình công viên giải trí, và, với Wayne Sulo Aho và bản thân ông là phi công, sẽ bay từ địa điểm tổ chức lên Mặt Trăng và trở về trong một vài giờ nữa. Chiếc đĩa 6 feet được cho là sẽ ra mắt vào ngày 19 tháng 4 năm 1959, nhưng nó thậm chí chưa bao giờ được đưa đến hội chợ, và cả Carr đã tuyên bố là ông cảm thấy "không được khỏe" vào ngày trình diễn của mình. Số khách viếng thăm địa điểm nhà máy của Carr trong thời gian này chưa từng thấy bất kỳ mô hình nào đang hoạt động thực tế, hay nói cách khác là những chiếc đĩa bay 6 foot hoặc 45 foot. Thay vào đó, họ chỉ được xem một "món đồ minh họa ba chiều những ý tưởng của Carr" nhỏ xíu và bất động phần lớn được làm bằng gỗ. Carr đã biến mất khỏi dư luận trước ngày ra mắt mô hình 6 foot, và chẳng ai còn được dịp nhìn thấy ông trong một thời gian dài sau đó.
Vào tháng 1 năm 1961, Carr bị kết án "tội bán chứng khoán mà không đăng ký như vậy" ở Oklahoma, và bị phạt 5.000 đô la, ít hơn số tiền ông thu được từ các nhà đầu tư trong khu vực. Ông đã bị tòa bác bản kháng cáo vào ngày 1 tháng 3 năm 1961. Carr không thể trả tiền phạt, và phải chịu ngồi tù tới 14 năm. Colton chạy trốn khỏi tiểu bang và nhanh chóng nổi lên ở nơi khác, vẫn chào bán công nghệ "năng lượng tự do" không hoạt động được. Người ta nhận thấy Aho chỉ là một nạn nhân vô tội của trò lừa đảo này. Sau khi bản án kết thúc, Carr sống lặng lẽ tại Pittsburgh cho đến khi qua đời vào năm 1982.